# Ottobock
Оттобок, Отто Бокк (нем. Ottobock) — германская инновационная компания в сфере протезирования конечностей, международный протезно-ортопедический концерн, мировой лидер в производстве протезно-ортопедических изделий и технических средств реабилитации. Штаб-квартира находится в городе Дудерштадт.

Компания основана техником-ортопедом Отто Бокком в начале XX века в Берлине.

— Отто Бокк внедряет в протезирование революционные идеи и современные технологии, заложившие основу для прогресса в протезно-ортопедической отрасли Германии и лидерство в мире.

— К 2015 году численность сотрудников компании превысила 6300 специалистов, годовой объем продаж составил около 1 млрд. евро, прибыль 174 миллиона евро, стоимость компании составила 2,5 млрд. евро. Компания имеет филиалы в 50-ти странах.

— Отто Бокк — партнёр Паралимпийских игр с 1988 года и Международного Паралимпийского комитета (МПК) с 2005 года.

## История
Компания Отто Бокк образована в 1919 году в Берлине. Там же была создана протезно-ортопедическая мастерская, где благодаря конвейерному принципу многократно ускорился производственный процесс.

— Первыми клиентами Отто Бокк стали лишившиеся конечностей и перенёсшие ампутации в ходе Первой мировой войны военнослужащие Германии.

— В 1919 году из-за нестабильной политической обстановки в послевоенном Берлине, компания перебралась в Кенигзее в Тюрингию. За период двух дальнейших десятилетий численность компании превысила шести ста сотрудников.

— По итогам Второй мировой войны город Кёнигзее остался на территории оккупированной Советским Союзом Восточной Германии ГДР, оборудование компании экспроприируется. Перебравшись в небольшой приграничный город Дудерштадт в Нижней Саксонии, зять Отто Бокка — Макс Нэдер и дочь Мария приступают к возрождению компании.

Управляющим директором компании Отто Бокк в 1947 году стал Макс Недер. Сам же, основатель компании — Отто Бок скончался в 1953 году.

— В 1990 году компанию возглавил его внук — 28-летний Ганс Георг Недер, состояние которого на данный момент превысило 3 млрд.долларов.

— В 1992 году, после объединения Германии, семья Недер приобрела земельный участок в Кенигзее, экспроприированный у семьи Бокк в 1948 году, запустив там производство инвалидных колясок и логистический центр.

— Макс Недер скончался в 1992 году в возрасте 94 лет.